# Конелсвил (Пенсилванија)
Конелсвил (енгл. Connellsville) град је у америчкој савезној држави Пенсилванија. По попису становништва из 2010. у њему је живело 7.637 становника.

## Демографија
Према попису становништва из 2010. у граду је живело 7.637 становника, што је 1.509 (16,5%) становника мање него 2000. године.
| Група             | 2000.         | 2010.         |
| Белци             | 8.616 (94,2%) | 7.083 (92,7%) |
| Афроамериканци    | 359 (3,9%)    | 343 (4,5%)    |
| Азијати           | 30 (0,3%)     | 29 (0,4%)     |
| Хиспаноамериканци | 49 (0,5%)     | 55 (0,7%)     |
| Укупно            | 9.146         | 7.637         |